# Mansão Matarazzo

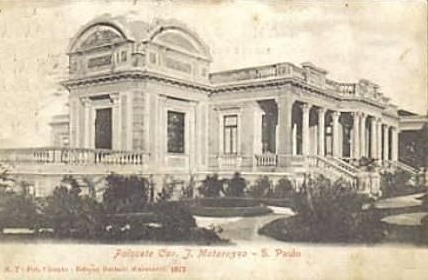
Mansão Matarazzo em sua primeira versão, no estilo eclético. Foto da década de 1910.

A Mansão Matarazzo foi um casarão da cidade de São Paulo, Brasil,  construído em 1896, pelo conde Francesco Matarazzo, imigrante italiano e patriarca da família. A mansão ocupava o número 1230 da Avenida Paulista, na esquina com a Rua Pamplona.

## Características
O palacete foi construído em estilo neoclássico, com área de 4 400 metros quadrados, implantado num terreno de doze mil metros quadrados de jardins. Contava com dezenove quartos, dezessete salas, três adegas, refeitórios, uma cozinha com azulejos até o teto e uma biblioteca repleta de livros raros. A decoração interior era composta por móveis venezianos, portas florentinas, mesas chinesas, pratarias e porcelanas de diversas proveniências, quadros de elevado valor de Rubens, Brueghel e Canaletto. A encimar a fachada, estava o brasão dos Matarazzo, esculpido em mármore travertino. A casa foi cenário de festas grandiosas, frequentadas pela alta sociedade paulistana.

## Ampliação e reformulação
Entre os anos 1920-30, a casa foi adaptada com uma série de mudanças, a partir das aquisições de terrenos ao redor e a construção do nível superior. Nesta primeira fase, a mansão servia como residência do Conde Francesco Matarazzo.
No início dos anos 1940 sofreu uma reformulação total. Francisco Matarazzo Júnior, que sucedeu o pai no comando do Grupo Matarazzo, encomendou ao arquiteto Marcello Piacentini um novo projeto para a residência, que foi totalmente reconstruída. Na mansão ocorreu uma das mais lendárias festas da elite brasileira, o casamento de Filomena Matarazzo com o industrial carioca João Lage. A celebração ficou conhecida como a “milésima segunda noite da Avenida Paulista” e durou três dias.

## Decadência
Após a morte do conde Chiquinho Matarazzo, em 1977, a mansão entrou em decadência. A condessa Mariângela, viúva do conde, e sua filha, Maria Pia Matarazzo, moraram no local até 1989. Depois disso, a casa ficou abandonada. Em seguida, a família e a prefeitura de São Paulo entraram em conflito a respeito do projeto de tombamento do imóvel.

## Tombamento e anulação
A Mansão Matarazzo foi tombada em 1989, a contragosto da família, numa polêmica disputa judicial entre os Matarazzo e a Prefeitura de São Paulo, à época dirigida pela prefeita Luiza Erundina, que pretendia instalar no imóvel o Museu do Trabalhador. A família, que exigia uma indenização milionária, ainda tentou implodir a casa durante uma madrugada, por meio de uma bomba detonada em seu porão. Embora a implosão não tenha ocorrido, o artefato comprometeu sua estrutura. O projeto do museu não foi adiante e, em 1994, a família conseguiu reverter na justiça o tombamento e reaver a mansão.

## Demolição
O processo de demolição começou em 1996, ano do centenário da mansão. O terreno foi vendido à Cyrela Commercial Properties e a uma empresa do grupo Camargo Corrêa (atual Mover Participações), por 125 milhões de reais, que ali construiu o Shopping Cidade São Paulo. Até 2011, existia no local um estacionamento. Em março daquele ano foi dado alvará para o início das obras de construção do shopping, não restando nada tombado no terreno.